# Élection présidentielle américaine de 1912 dans l'État de Washington
 (juillet 2023).
L'élection présidentielle américaine de 1912 dans l'État de Washington a lieu le 5 novembre 1912 comme dans les 47 autres États qui composent alors les États-Unis. Les électeurs washingtoniens choisissent des grands électeurs pour les représenter dans le collège électoral à travers un vote populaire. L'État de Washington possède en 1912 7 grands électeurs. L'"État toujours vert" donne l'ensemble de ses grands électeurs au candidat du Parti progressiste, l'ancien président Theodore Roosevelt. 
Le candidat vainqueur de ce scrutin dans tout le pays sera néanmoins le candidat démocrate Woodrow Wilson, qui occupera la présidence des États-Unis du 4 mars 1913 au 4 mars 1921, ayant été réélu en 1916. 